# Flugplatz Amiens-Glisy

i7
i11
i13
Das Aérodrome de Amiens-Glisy (IATA-Code: QAM, ICAO-Code: LFAY) ist ein Flugplatz der Allgemeinen Luftfahrt, er liegt in der Region Hauts-de-France im Département Somme auf dem Gebiet von Glisy etwa sechs Kilometer östlich von Amiens in Frankreich. Der Flugplatz wurde während des Zweiten Weltkriegs als Militärflugplatz genutzt.
Heute dient er der Allgemeinen Luftfahrt, er besitzt neben der befestigten Start- und Landebahn auch noch eine Graspiste.

## Geschichte
Der Flugplatz entstand 1937 als Militärflugplatz der Armée de l’air.
Während des Zweiten Weltkriegs wurde der Flugplatz während der Besetzung Frankreichs durch die deutsche Wehrmacht durch die Luftwaffe genutzt.
Erster deutscher Nutzer waren zwischen Juli und September 1940 die Bf 110 der I. Gruppe des Zerstörergeschwaders 2 (I./ZG 2), an deren Stelle bis Dezember 1940 die 4. Staffel der Aufklärungsgruppe 11 (4.(F)/11) trat.
Daneben diente Amiens ab August 1940 als Bomberstützpunkt von He 111H während der Luftschlacht um England. Zunächst lag hier bis Anfang Januar 1941 die II. Gruppe des Kampfgeschwaders 26 (II./KG 26). Daneben war der Flugplatz zwischen September 1940 und Juni 1941 Standort des Stabes des Kampfgeschwaders 1 (S./KG 1) und von Januar bis Ende März 1941 lag hier dann auch die I. Gruppe des gleichen Geschwaders.
Bereits seit dem Frühjahr 1944 war der Flugplatz mehrfach Ziel alliierter Luftangriffe. Seine Befreiung durch die British Army erfolgte im August 1944. Im weiteren Verlauf des Krieges wurde Advanced Landing Ground B-48, so die alliierte Codebezeichnung von Amiens-Glisy, von den alliierten Luftstreitkräften weiter genutzt, zunächst von der britischen Royal Air Force, unter anderem Anfang September 1944 von den Typhoons ihrer 137. Squadron. Es diente später den United States Army Air Forces zwischen Anfang März und Mitte Juni 1945 als Hauptquartier des 52d Troop Carrier Wing der Twelfth Air Force. Weitere Nutzer waren im April/Mai 1945 die zum 52. Geschwader gehörende 315th Troop Carrier Group und die 1st Troop Carrier Pathfinder Squadron (Provisional) der Ninth Air Force. Nach Kriegsende war hier bis Anfang August 1945 dann noch die 438th Troop Carrier Group stationiert.